# Monoplan
Pour un article plus général, voir Configuration d'aile.

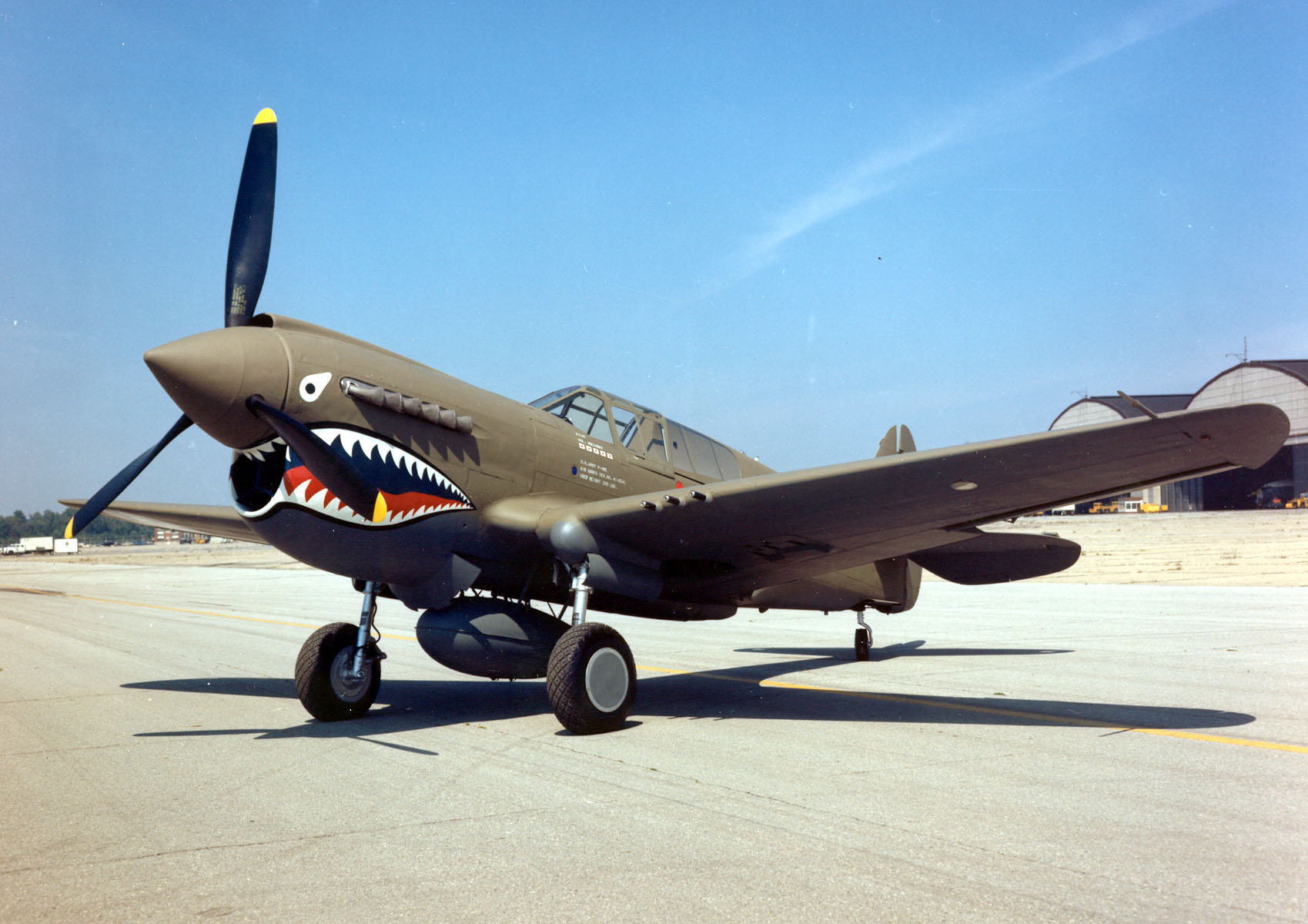
Le Curtiss P-40 Warhawk, monoplan à ailes basses.

Un monoplan est un aérodyne à voilure fixe (c.-à-d.avion ou planeur), n'ayant qu'une seule paire d'ailes comme plan de sustentation. 
Depuis la fin des années 1930, la plupart des aéronefs adoptent cette configuration, alors que les multi-plans (c.-à-d. biplan et triplan) étaient jusqu'alors privilégiées. L'augmentation de la puissance des motorisations a en effet permis de compenser la diminution de portance liée à la diminution de la surface alaire par l'augmentation de la vitesse des aéronefs.

## Historique
On considère que le premier monoplan de l'histoire de l'aviation est le Monoplan que l'officier de marine Félix du Temple construisit en aluminium en 1874. Mû par un moteur à vapeur, il est présenté à l'exposition universelle de 1878 et, s'il ne fait pas de vol de longue durée, on rapporte qu'il réussit à s'élever du sol plusieurs fois. 

Même si lors des débuts de l'aviation, beaucoup d'avions sont biplans, certains très connus furent des monoplans comme le Blériot XI qui traverse la Manche en 1909, les avions Antoinette dont l'Antoinette IV d'Hubert Latham bat plusieurs records d'altitude en 1910 ou le chasseur Fokker E.III utilisé par l'Allemagne dès 1915.

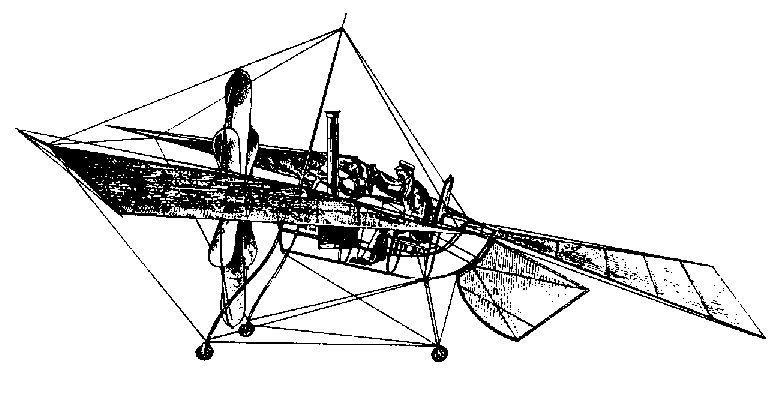
Monoplan de Félix du Temple (1874)
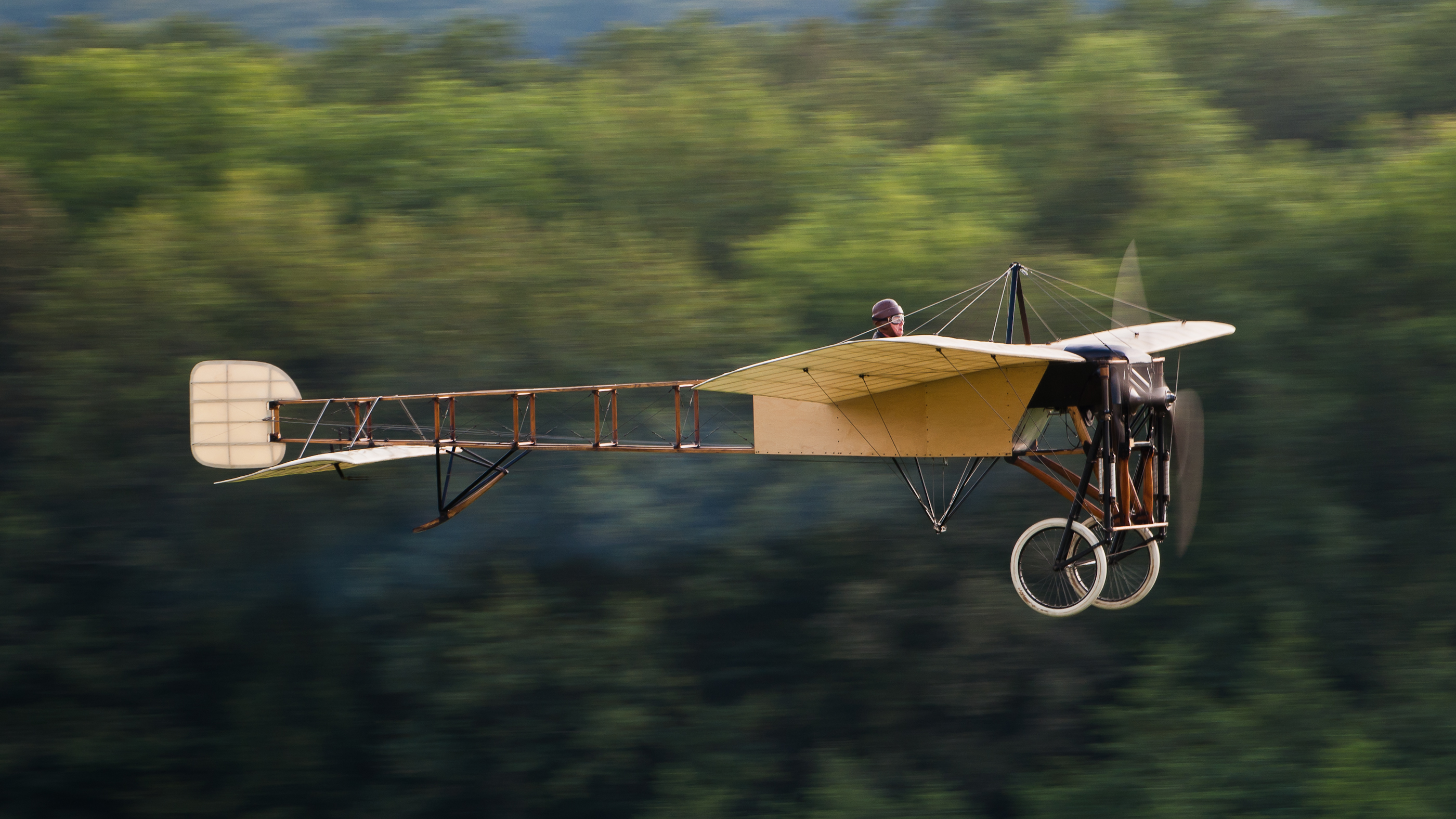
Blériot XI
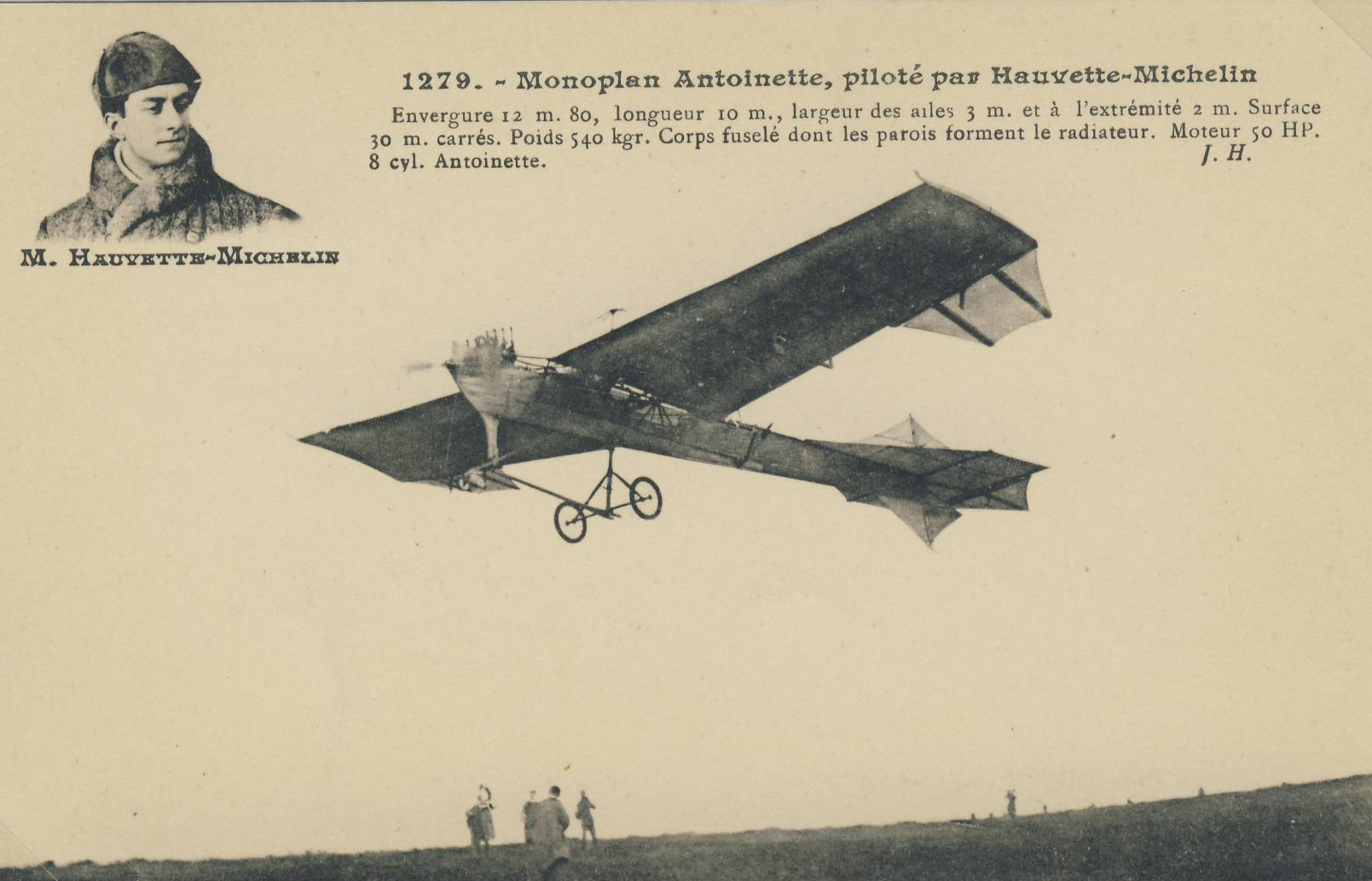
Antoinette IV (1908)
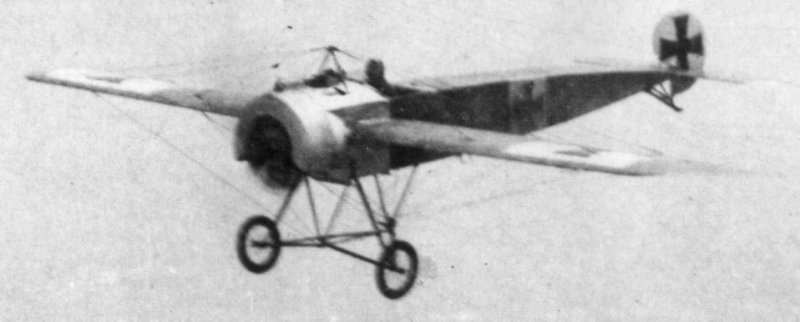
Fokker E.III (1915)

À partir des années 1930 et surtout dès la Seconde Guerre mondiale, la plupart des avions biplans deviennent monoplans pour atteindre des vitesses plus élevées.

## Configurations
Les ailes peuvent être montées à différentes hauteurs sur le fuselage – en partie basse (ailes basses), approximativement au milieu (ailes médianes) ou en partie haute (ailes hautes) – voire au-dessus (aile parasol),. 
| Monoplan, aile basse. | Monoplan, aile médiane. | Monoplan, aile haute. | Monoplan, aile parasol. |

Lors de la conception de l'avion, le choix entre les configurations se fait en général en fonction de son cahier des charges : accessibilité au fuselage, emplacement et accessibilité à la motorisation, garde au sol, etc.

### Aile basse
Un monoplan à ailes basses permet entre autres de dégager le champ de vision du pilote et d'implanter un train d'atterrissage court puisque fixé sur les ailes. 

### Aile médiane
Les avions de voltiges sont généralement à aile médiane pour faciliter la manœuvrabilité en roulis.

### Aile haute
Les bimoteurs à hélices sont généralement à ailes hautes car les hélices des moteurs, implantés dans les ailes, sont ainsi moins limitées dans leur dimension par la garde au sol de l'avion. 